# Van Dedems waaierstaart
De van Dedems waaierstaart (Rhipidura dedemi) is een zangvogel uit de familie Rhipiduridae (waaierstaarten).

## Taxonomie
De vogel werd in april 1910 verzameld op het eiland Ceram door Frederik Karel baron van Dedem (1873-1959) telg uit een adellijk geslacht uit Overijssel. De beschrijving werd gemaakt door Eduard Daniel van Oort (na 1915 directeur van het Rijksmuseum van Natuurlijke Historie te Leiden) en vernoemd naar de verzamelaar.

## Herkenning
De vogel is 13 tot 14 cm. Het is een soort uit de groep van de vuurstuitwaaierstaarten, maar relatief klein. De kruin is grijsbruin en bevat geen rood. De rug en stuit zijn roodbruin. Opvallend aan deze soort is een witte wenkbrauwstreep die in het midden doorbroken wordt door een donkergrijze vlek om het oog. Verder heeft de vogel zwarte verticale streepjes op de borst en verder een licht okerkleurige buik.

## Verspreiding en leefgebied
Deze soort is endemisch op het eiland Ceram (de Zuid-Molukken).

## Status
De grootte van de populatie is niet gekwantificeerd maar de soort wordt omschreven als algemeen. Op de Rode lijst van de IUCN heeft deze soort de status niet bedreigd.